# Marco Calpurnio Flama
Marco Calpurnio Flama  fue un militar romano del siglo III a. C. perteneciente a la gens Calpurnia que alcanzó fama entre sus compatriotas por su valentía en el combate.

## Nombre
La mayoría de autores clásicos lo llaman Marco Calpurnio Flama, siendo así el más antiguo miembro conocido de esta gens. Aulo Gelio, en cambio, relata que Catón el Viejo lo llamaba Quinto Cedicio en su obra Orígenes y menciona que en los Anales de Claudio Cuadrigario su nombre era Laberio.

## Hazaña militar
Sirvió como tribuno militar en el año 258 a. C., durante la primera guerra púnica, a las órdenes del consular Aulo Atilio Calatino. Viendo que el ejército había sido cercado en un desfiladero cerca de Camarina (Sicilia), solicitó al cónsul trescientos hombres para atraer a los cartagineses y dar tiempo al grueso del ejército a escapar. Al frente de esta unidad, y tras reconocer a las tropas que probablemente morirían en el combate, asaltó un montículo que estaba en el lado enemigo, con lo que atrajo al grueso del ejército cartaginés y permitió que Calatino escapara.
Los asaltantes fueron derrotados y muertos por los cartagineses. Cuando el cónsul envió una partida de recate, encontraron a Flama cubierto de heridas, pero todavía vivo. Por su valor recibió la corona gramínea y siguió sirviendo en la guerra.
Fue llamado el Leónidas romano.